# Малък противолодъчен кораб
Малък противолодъчен кораб (съкратено: МПК) – подклас противолодъчни кораби по съветската военноморска класификация. Предназначен е за търсене, следене и унищожаване на подводници в близката морска и крайбрежни зони. В страните от NATO малките противолодъчни кораби се класифицират като противолодъчни корвети – на английски: corvettes ASW (anti-submarine warfare).

## История
Малките противолодъчни кораби са логично развитие на проектите на катери за охрана на водния район: малки ловци на подводници от „типа МО-4“ и „проекти 199“ и „201“; големи ловци на подводници „проекти 122“, „122А“, „122-бис“ (по-късно прекласифицирани на МПК). Те са предназначени за противолодъчна борба в близката морска и крайбрежна зони.
Първите специално разработени в СССР тип малки противолодъчни кораби е проекта 204 (през периода 1960 – 1968 г. са построени 63 – 66 единици).
Развитие на подкласа МПК са „проекта 1124“ и неговите модификации (построено 71 единици във варианта МПК).

## Технически данни
(За пример МПК проект „204“) Водоизместимост: 555 t; дължина: 58.3 m; ширина: 8.1 m; газене: 3.09 m; максимална скорост 35 възела; екипаж 54 души. Въоръжение: 4 торпедни апарата; 2 бомбомета и двуоръдейна 57 mm артустановка.